# Alf Ahlberg
Alf Robert Bertil Ahlberg, född 21 oktober 1892 i Laholm, död 28 januari 1979 i Ludvika, var en svensk filosof, författare, översättare och folkbildare. Han var rektor för Brunnsviks folkhögskola 1932–1959. Ahlberg räknas till lundafilosoferna.

## Biografi
Ahlberg studerade vid Lunds universitet och lärde känna bland andra Sigfrid Lindström och Gunnar Aspelin. Om somrarna stannade han i Lund för att läsa Schopenhauer i den botaniska trädgården vid Agardhs byst. Han tog en filosofie kandidatexamen 1911, och disputerade 1917 på doktorsavhandlingen Materieproblemet i platonismen – Platon, Aristoteles, Plotinos, Bruno : en historisk-kritisk studie.
Därefter blev han medarbetare vid Svenska Dagbladet under några år, medan han vikarierade som adjunkt vid Södra Latin i Stockholm, och var föreläsare på Stockholms arbetareinstitut. År 1927 blev han lärare vid arbetarrörelsens folkhögskola, Brunnsvik, och han befordrades 1932 till rektor där, något han förblev till sin pension 1959. Under flera år skrev han ofta i Dagens Nyheter. 
Hans självbiografi, Minnen och meditationer (1942), är en i tidens anda symbolrik framställning av hans intellektuella upplevelser och utveckling. Han har även skrivit dikter som var mycket populära bland hans elever.
| ”                                 | Sensommarklarhet med ditt blida ljus, du som försonar allt och allt förklarar, dröj i min själ och flöda kring mitt hus och fyll mig helt, så länge dagen varar. I dagens hetta ofta kall jag gick och otacksam bland jordelivets under -- skänk mig, o liv, än några korta stunder att se dem åter med förundrad blick. | „ |
| – Ur dikten "Jag går mot kvällen" | |   |

Alf Ahlberg var son till kontraktsprosten Axel Ahlberg och Anna Lindskog samt bror till arkitekten Hakon Ahlberg. År 1933 gifte han sig med lantbrukardottern Edith Larsson, men blev änkling 1944. År 1946 gifte han om sig med filosofie magister Rut Davidsson.

## Filosofen Alf Ahlberg
Genomgående uttrycker Ahlbergs en djup kritik mot samtidens biologiska naturalism och förespråkade en humanism i Hans Larssons tolkningstradition, och kristendomen. För Ahlberg var västerlandet och kristendomen ett, och han såg kommunismen och nazismen som hot mot dess grundvalar, men en nödvändig konsekvens av naturalismen. Kommunismen och nazismen uppfattade han som primitiv materialism, primitiv kollektivism och primitiv subjektivism. Om allt tillkommit genom naturlagarna vore även dumhet och ondska av godo, menade Ahlberg.
Både nazismen och kommunismen var enligt Ahlberg jämförbara med religionen. Nazismen var en religion som ersatte mänskligheten med rasen. Kommunismen var omskriven kristendom där den kristna eskatologin blev en klasskampsreligion.
Alf Ahlberg har främst blivit känd för sina vetenskapliga verk om filosofin. Ett av de mest uppmärksammade verken, De sociala och politiska myterna (1937), handlar om bl.a. nazismens propaganda och mytologi. I Flykten från ensamheten (1949) utreder han varför nutidsmänniskan är så mottaglig för propaganda. Hans främsta verk brukar dock Filosofins historia I-VI (1925-28) sägas vara, som det var det första i sitt slag och sålde i flera upplagor (den sista och femte omarbetade upplagan kom ut 1967). År 1935 följdes denna upp med Psykologiens historia. Han har även skrivit flera biografier om till exempel Augustinus, Bertil Malmberg, Nietzsche och Schopenhauer, samt gjort översättningar av till exempel José Ortega y Gassets Massornas uppror, Karl Jaspers Den tyska skuldfrågan och skrifter av Hegel, Spinoza, Kant och Bertrand Russell.
Alf Ahlberg deltog 1966 i Trolöshetsdebatten.

## Priser och utmärkelser
- 1948 – Hedersledamot av Hallands nation
- 1954 – Riddare av Nordstjärneorden[7]
- 1959 – Illis quorum meruere labores
- 1962 – Sigtunastiftelsens författarstipendium (även 1967, 1969, 1971, 1972, 1976 och 1977)
- 1962 – Teologie hedersdoktor vid Lunds universitet
- 1971 – Tegnérpriset
- 1974 – Natur & Kulturs Kulturpris
- 1975 – Professors namn
- 1976 – Guldskeppet